# Ernst Ahl
Christoph Gustav Ernst Ahl fue un zoólogo alemán, nacido en Berlín el 1 de septiembre de 1898 y fallecido el 14 de febrero de 1945 en Yugoslavia.
Fue el director del departamento de ictiología y herpetología del Museo de Historia Natural de Berlín de 1921 a 1941. Describió muchas especies animales.
Además fue el redactor jefe de la revista Das Aquarium de 1927 a 1934.
Fue partidario activo del partido nazi. Describió muchas nuevas especies, pero la mayor parte de ellas ha pasado a ser sinónimos más modernos. Participó en el Programa Nazi para conseguir que Alemania fuese el país con el mayor número de especies descritas. Las causas de su muerte no están esclarecidas.

## Abreviatura (zoología)
La abreviatura E.Ahl  se emplea para indicar a Ernst Ahl como autoridad en la descripción y taxonomía en zoología.

## Literatura
- Hans-Joachim Paepke. Über das Leben und Werk von Ernst Ahl. in: Mitteilungen des Zoologischen Museums Berlin, 1995, pp. 79-101